# Асен Северинкин
Асен Спасов Северинкин или Северински, е български революционер, деец на националноосвободителното движение в Западните покрайнини, член на ВЗРО „Въртоп“.

## Биография
Асен Северинкин е роден през 1898 година в село Белут, по това време в границите на Княжество България. В началото на юли 1913 година, по време на Междусъюзническата война, брат му Симеон Спасов е разстрелян край село Божица от сръбски военни, тъй като отказал да им сътрудничи.
След окупирането на Западните покрайнини от сръбски военни части през ноември 1920 година Асен Северинкин многократно е подлаган на репресии, затварян и пребиван. Към началото на 1931 година напуска родното си село, където остават жена му и четирите му деца, и бяга в България. Сръбските власти продължават да тормозят семейството му, съпругата му неколкократно е арестувана и изтезавана, децата му са бити.
През август 1931 година Северинкин преминава нелегално българо-югославската граница със задача да убие сътрудничещия със сръбските власти кмет на село Плоча, Босилеградско, физически убиец на кочанския подвойвода на ВМРО Георги Йосифов Спанчевски. Северинкин успява да достигне до село Плоча на 1 септември 1931 година и според някои данни ранява смъртоносно кмета на селото в собствения му двор, в присъствието на сръбски пандури. Според други данни кметът на село Плоча оцелява. При последвалата престрелка и организираното преследване Асен Спасов се самоубива, като възпламенява двете последни останали му бомби.